# الاتحاد الدولي لكرة السلة
الاتحاد الدولي لكرة السلة (بالفرنسية: Fédération internationale de basket-ball)‏ تأسس في 18 يونيو 1932 المعروفة أكثر باسم لكرة السلة، أو كرة السلة العالمية هي جمعية من المنظمات الوطنية التي تحكم في المنافسات الدولية في كرة السلة. المعروف أصلاً باسم الاتحاد الدولي لكرة السلة للهواة (وبالتالي FIBA)، تراجع في عام 1989 كلمة الهواة من اسمها الرسمي
ولكن الاحتفاظ بحروف الأولية، و"BA" يمثل الآن رسالتين الأولى لكرة السلة.
كرة السلة تحدد القواعد الدولية لكرة السلة، المعدات والتسهيلات اللازمة، وينظم نقل الرياضيين في مختلف البلدان، ويتحكم في تعيين الحكام الدوليين.
ما مجموعه 213 اتحادات وطنية هي الآن أعضاء، نظمت منذ عام 1989
إلى خمس مناطق أو «لجان»: أفريقيا، الأمريكتين، آسيا، أوروبا، وأوقيانوسيا.

## نشأته وتاريخه
تأسست الجمعية في جنيف عام 1932، وبعد عامين تم الاعتراف بالرياضة رسمياً من قبل اللجنة الأولمبية الدولية. كان اسمها الأصلي الاتحاد الدولي لكرة
السلة للهواة. ثماني دول كانت من الأعضاء المؤسسين: الأرجنتين،
تشيكوسلوفاكيا، اليونان، إيطاليا، لاتفيا، البرتغال، رومانيا، وسويسرا.

## إزدياد في عدد دول الأعضاء عبر السنوات
| السنة | الدول الأعضاء |
| ----- | ------------- |
| 1932  | 8             |
| 1937  | 36            |
| 1990  | 177           |
| 2003  | 212           |
| 2007  | 213           |

## الرؤساء والأمناء العامين
| فترة الحكم | الرئيس                  | الأمين العام                                       |
| ---------- | ----------------------- | -------------------------------------------------- |
| 1932–1948  | ليون بوفارد             | ريناتو وليام جونز                                  |
| 1948–1960  | ويلارد غريم             | ريناتو وليام جونز                                  |
| 1960–1968  | أنطونيو دوس ريس كارنيرو | ريناتو وليام جونز                                  |
| 1968–1976  | عبد المنعم وهبي         | ريناتو وليام جونز                                  |
| 1976–1984  | جونزالو بويلت الثالث    | بوريسلاف ستانكوفيتش                                |
| 1984–1990  | روبرت بوسنال            | بوريسلاف ستانكوفيتش                                |
| 1990–1998  | جورج كيليان             | بوريسلاف ستانكوفيتش                                |
| 1998–2002  | عبد الله سيي مورو       | بوريسلاف ستانكوفيتش                                |
| 2002–2006  | كارل مان كي تشينغ       | باتريك باومان                                      |
| 2006–2010  | بوب إلفينستون           | باتريك باومان                                      |
| 2010–2014  | إيفان ماينيني           | باتريك باومان                                      |
| 2014–2019  | أوراثيو موراتوريه       | باتريك باومان (حتى 2018) أندرياس زاجليس (منذ 2018) |
| 2019–الآن  | هاماني نيانغ            | أندرياس زاجليس                                     |

## التصنيف العالمي لكرة السلة حسب الدول في سنة 2010

### ترتيب الرجال[1]
| ترتيب | البلد            | نقاط |
| ----- | ---------------- | ---- |
| 1     | الولايات المتحدة | 892  |
| 2     | إسبانيا          | 720  |
| 3     | الأرجنتين        | 665  |
| 4     | ألمانيا          | 498  |
| 5     | ليتوانيا         | 462  |

### ترتيب النساء[2]
| ترتيب | البلد            | نقاط |
| ----- | ---------------- | ---- |
| 1     | الولايات المتحدة | 940  |
| 2     | روسيا            | 780  |
| 3     | أستراليا         | 745  |
| 4     | جمهورية التشيك   | 513  |
| 5     | إسبانيا          | 500  |